# Alexander Hamilton-Gordon (General, 1817)
Sir Alexander Hamilton-Gordon KCB (* 11. Dezember 1817; † 19. Mai 1890) war ein britischer General und Politiker.

## Leben
Er wurde als „Alexander Gordon“ geboren und war der zweite Sohn des George Hamilton-Gordon, 4. Earl of Aberdeen, der von 1852 bis 1855 britischer Premierminister war, aus dessen zweiter Ehe mit Harriet Douglas. Sein Vater änderte am 13. November 1818 den Familiennamen zu „Hamilton-Gordon“.
Er trat in die British Army ein und nahm als Lieutenant-Colonel am Krimkrieg teil. Er kämpfte 1854 in der Schlacht bei Balaklawa, wurde am 6. Dezember 1854 zum Brevet-Colonel befördert und im September 1855 zum Deputy Quartermaster-General ernannt. Am 5. Juli 1855 wurde er als Companion des Order of the Bath (C.B.) ausgezeichnet. Nach dem Krieg wurde er am 10. September 1856 zum Colonel befördert. Am 20. April 1861 wurde er weiter zum Major-General und am 1. Januar 1872 zum Lieutenant-General befördert. Am 5. Juli 1872 wurde er zum Colonel des 100th Regiment of Foot ernannt und am 2. Oktober 1877 zum General befördert. Am 24. Mai 1873 wurde er als Knight Commander des Order of the Bath (K.C.B.) geadelt.
1881 wurde er Honorary Equerry für Königin Victoria, sowie Colonel des 1st Battalion des Prince of Wales’s Leinster Regiment. 1883 wurde er Honorary Colonel des 3rd Rifle Corps (Aberdeenshire Volunteers).
Von 1875 bis 1885 war er als Abgeordneter der Liberal Party für den Wahlkreis East Aberdeenshire Mitglied des britischen House of Commons.
Er starb 1890 im Alter von 72 Jahren.

## Ehe und Nachkommen
1852 heiratete er Caroline Emilia Mary Herschel († 1909), Tochter des Sir John Herschel, 1. Baronet. Sie wurde 1855 Hofdame bei Königin Victoria. Mit ihr hatte er neun Kinder:
- Victoria Alberta Alexandrina Hamilton-Gordon (1855–1936) ⚭ 1876 Victor Marshall;
- Caroline Augusta Hamilton-Gordon (1856–1937) ⚭ 1885 Arthur John Lewis Gordon;
- Sir Alexander Hamilton-Gordon (1859–1939), Lieutenant-General der British Army, ⚭ 1888 Isabel Newmarch;
- Francis Henry Hamilton-Gordon (1861–1885);
- Kathleen Isabella Hamilton-Gordon (1863–1930);
- William Reginald Hamilton-Gordon (1864–1890);
- Ernest Arthur Hamilton-Gordon (1866–1920);
- Louisa Hamilton-Gordon (1868–1929);
- George Herschel Hamilton-Gordon (1872–1939) ⚭ 1918 Mary Elizabeth Benwell.